# Zelena vozila
Zelena vozila, čista vozila ili ekološki prihvatljiva vozila su motorna vozila koja proizvode znatno manje štetnih utjecaja na okoliš u odnosu na tradicionalna vozila s motorima s udnutarnjim izgaranjem koja koriste benzinska i dizelska goriva ili pak nekakva alternativna goriva. 
Danas se termin zelenih vozila u određenim državama koristi za bilo kakva vozila koja zadovoljavaju postrožene Europske emisijske standarde (kao što je Euro 6). Zelena vozila se mogu pogoniti alternativnim gorivima i koriste napredne tehnologije kao što su hibridna električna vozila, vozila na električne baterije, vozila na komprimirani zrak, vozila na gorive članke, vozila na etanol itd.
U studenom 2016. godine s EPA propisima za potrošnjom od 1.7 L/100 km, Hyundai Ioniq Electric postaje prvi najekonomičniji automobil koji zadovoljava EPA propise, nadmašujući 2014 – 2016 model potpuno električnog BMW-a i3.
Nekoliko autora također zelenim vozilima smatra automobile s tradicionalnim motorima koji imaju nisku potrošnju goriva te tako smatraju da samom niskom potrošnjom poboljšavaju energetsku iskoristivost i smanjuju emisije ugljikovog dioksida, pogotovo u transportnom sektoru.  Njihovom ulogom u održivom transportu smanjuje se zagađenje zraka, utjecaj efekta staklenika te se ulaže u energetsku neovisnost smanjenjem potrebe za uvozom nafte. Analiza utjecaja na okoliš se proteže i izvan same iskoristivosti upravljanja i emisija. Procjena životnog vijeka uključuje proizvodnju i razmatranja iskoristivosti nakon uporabe.  Dizajn "od koljevke do groba" je puno važniji od fokusiranja na samo jedan faktor kao što je energetska učinkovitost.

## Energetska učinkovitost
Automobili sa sličnom energetskom efikasnosti mogu tokom životnog vijeka imati velike utjecaje na energetsku efikasnost putem idućih mjera.
- Najvažnija mjera je korištenje alternativnog pogona:
  - ekonomičan motor koji smanjuje potrošnju benzinskog goriva (npr. Hibridni automobili na benzin s elektromotorom) ili onaj koji koristi obnovljive izvore energije tokom svog životnog vijeka;
  - korištenje biogoriva umjesto benzinskog.
- Pravilno održavanje vozila kao što su pregledi motora, zamjena ulja, provjera tlaka u kotačima također mogu imati znatan utjecaj.
- Uklanjanje nepotrebnih dijelova iz vozila radi reduciranja težine čime se također smanjuje potrošnja goriva.

| Usporedba nekoliko osnovnih karakteristika tipova zelenih automobila | Usporedba nekoliko osnovnih karakteristika tipova zelenih automobila | Usporedba nekoliko osnovnih karakteristika tipova zelenih automobila | Usporedba nekoliko osnovnih karakteristika tipova zelenih automobila |
| -------------------------------------------------------------------- | -------------------------------------------------------------------- | -------------------------------------------------------------------- | -------------------------------------------------------------------- |
| Vrsta vozila                                                         | Potrošnja (ekvivalentna L/km)                                        | Domet                                                                | Troškovi proizvodnje                                                 |
| Konvencionalni MSUI                                                  | 3,6 - 28,2                                                           | 640 - 965 km                                                         | Niski                                                                |
| Biodizel                                                             | 4 - 15,7                                                             | 580 - 870 km                                                         | Niski                                                                |
| Potpuno električna                                                   | 2,4 - 5,2                                                            | 117 - 241 km Luksuzni modeli 257 - 482 km                            | Visoki Vrlo visoki                                                   |
| Gorivi članci                                                        | 3,5                                                                  |                                                                      | Astronomski                                                          |
| Hibridno električna                                                  | 4,7 - 9,4                                                            | 612 km                                                               | Srednji                                                              |

## Vrste
Pod zelena vozila spadaju vrste vozila koja rade u potpunosti ili djelomično na alternativnim izvorima energije za razliku od fosilnih foriva ili onima koji emitiraju manje CO2 od benzina ili dizela.
Druga opcija je korištenje alternativnog sastava goriva u konvencionalnim vozilima na bazi fosilnih goriva tako da rade djelomično na obnovljivim izvorima energije. Drugačiji pristup uključuje korištenje brzog osobnog prijevoza, odnosno koncept javnog prijevoza koji nudi automatizirani, on demand, non stop prijevoz na posebno izgrađenoj prometnoj mreži.

### Vozila na struju i gorive članke
Primjeri vozila sa smanjenom potrošnjom benzina uključuju električne automobile, hibride i automobile na gorive članke.
Električni automobili su uobičajeno efikasniji od automobila na gorive članke glede potrošnje ekvivalentne L/km. Ovakvi tipovi vozila imaju nižu potrošnju od konvencionalnih automobila s motorima s unutarnjim izgaranjem, ali su ograničeni maksimalnom udaljenosti koju mogu prijeći prije nego što se isprazni baterija. Baterije u električnim automobilima su glavni troškovi. Pružaju smanjenje emisije CO2 od 0% do 99.9% u odnosu na automobile s MSUI, ovisno o izvoru električne energije.

### Hibridna električna vozila
Hibridni automobili mogu biti djelomično pogonjeni fosilnim gorivima i djelomično elektromotorima ili vodikom. Najčešća je kombinacija automobila s MSUI i elektromotorom, iako postoje i druge razne varijacije. Motor s unutarnjim izgaranjem pokreće benzinsko ili dizelsko gorivo. Cijenom su skuplja za kupnju, ali se investicija isplaćuje u razdoblju od oko 5 godina zbog manje potrošnje goriva.

### Vozila na komprimirani zrak, stirlingova vozila i druga
Vozila na komprimirani zrak, vozila na stirlingov motor, vozila na tekući dušik čak i manje zagađuju okoliš od električnih vozila iz razloga što se komponente ovakvih tipova vozila mogu izraditi ekološki prihvatljivije. Utrke auti na solarni pogon se održavaju svake godine radi promoviranja zelenih vozila i ostalih „zelenih tehnologija“. Ovakvi tipovi vozila za jednog vozača mogu proputovati velike udaljenosti na brzinama jednakim kao na autoputu koristeći samo električnu energiju dobivenu iz Sunca. 

### Poboljšavanje konvencionalnih vozila
Konvencionalna vozila mogu postati zelena miješajući obnovljiva goriva ili korištenjem goriva s manjom emisijom CO2. Tipična vozila na benzinsko gorivo mogu se miješati i do 10 posto s etanolom. Brazil je proizveo automobile koji su pogonjeni čistim etanolom, ali su ipak ukinuta iz proizvodnje. Također postoji i opcija pretvorbe konvencionalnog vozila na benzinsko gorivo da koristi stlačeni zemni plin. Pakistan, Argentina, Brazil, Iran, Indija, Italija i Kina imaju najveći broj vozila na stlačeni zemni plin u svijetu.
Dizelska vozila se vrlo često mogu potpuno preinačiti u biodizelska, ali takva vrsta goriva je snažno otapalo koje može oštetiti gumene brtve na vozilima izgrađenim prije 1994. godine. No, češće biodizelska goriva stvaraju probleme jednostavno iz razloga što uklanjaju sav nakupljeni talog u motoru, začepljuju filtere osim ako se poduzmu mjere opreza pri prijelazu s nečistog dizelskog goriva u biodizel. Biodizelsko gorivo ima najmanju emisiju CO2 dostupnu za dizelske motore. Dizelski motori su najučinkovitiji tipovi motora u automobilima s unutarnjim izgaranjem. Biodizel je jedini tip goriva dopušten u nekim Sjeverno američkim nacionalnim parkovima iz jer će bilo kakvo prolijevanje biti razgrađeno unutar 21 dan. Biodizelska vozila i vozila na biljno ulje su proglašena među najzelenijim tipovima vozila na US Tour de Sol natjecanju.
Ovo predstavlja probleme kako biogoriva mogu koristiti hranu kao izvor da bi proizvela mehaničku energiju za vozila. Mnogi stručnjaci upućuju na to kao razlog rasta cijena hrane, osobito na proizvodnju bioetanolskog goriva u SAD-u koja je utjecala na cijene kukuruza.  Da bi imala mali ekološki utjecaj, biogoriva bi trebala dolaziti samo iz otpada ili iz alternativnih izvora kao što su alge.

### Vozila na elektromotor i vozila pogonjena pedalama
Mnoge kompanije nude opciju proizvodnje vozila s dva, tri i četiri kotača kombinirajući karakteristike bicikla i elektromotora. Američki federalni, državni i lokalni zakoni nejasno niti dosljedno klasificiraju ova vozila kao bicikle, električne bicikle, motocikle, električne motocikle, mopede, električna vozila za naselja ili kao aute. Neki zakoni imaju ograničenja na maksimalne brzine, snagu motora, domet itd. dok ostale nemaju.

### Ostala vozila
Vozila za javni prijevoz uobičajeno nisu uključena u kategoriju zelenih vozila, ali vozila osobnog brzog prijevoza bi vjerojatno trebala biti. Sva vozila koja su pogonjena na traci imaju prednost od potencijalne mogućnosti korištenja bilo kakvog izvora električne energije, uključujući i one održive, bez potrebe za tekućim gorivima. Također mogu koristiti regenerativnu energiju kočenja vozila umjesto da zahtijevaju skladištenje energije na vozilima. Isto tako mogu potencijalno iskoristiti cijelo područje kolosijeka za solarne kolektore, a ne samo za mjesto za vozila. Potencijalna energetska iskoristivost ovakvih vozila je puno veća od onih koje tradicionalna vozila mogu postići.